# Montchamp (Calvados)
Montchamp és un municipi francès situat al departament de Calvados i a la regió de Normandia. L'any 2007 tenia 543 habitants.

## Demografia

### Població
El 2007 la població de fet de Montchamp era de 543 persones. Hi havia 216 famílies de les quals 48 eren unipersonals (28 homes vivint sols i 20 dones vivint soles), 96 parelles sense fills, 56 parelles amb fills i 16 famílies monoparentals amb fills.
La població ha evolucionat segons el següent gràfic:
Habitants censats

### Habitatges
El 2007 hi havia 273 habitatges, 229 eren l'habitatge principal de la família, 19 eren segones residències i 25 estaven desocupats. 265 eren cases i 6 eren apartaments. Dels 229 habitatges principals, 145 estaven ocupats pels seus propietaris i 84 estaven llogats i ocupats pels llogaters; 17 tenien dues cambres, 37 en tenien tres, 64 en tenien quatre i 111 en tenien cinc o més. 205 habitatges disposaven pel capbaix d'una plaça de pàrquing. A 107 habitatges hi havia un automòbil i a 97 n'hi havia dos o més.

### Piràmide de població
La piràmide de població per edats i sexe el 2009 era:
| Homes | Edats   | Dones |
| ----- | ------- | ----- |
| 0     | 95 o +  | 0     |
| 0     | 90 a 94 | 16    |
| 4     | 85 a 89 | 0     |
| 0     | 80 a 84 | 0     |
| 12    | 75 a 79 | 16    |
| 16    | 70 a 74 | 12    |
| 8     | 65 a 69 | 12    |
| 20    | 60 a 64 | 20    |
| 12    | 55 a 59 | 8     |
| 8     | 50 a 54 | 20    |
| 40    | 45 a 49 | 24    |
| 24    | 40 a 44 | 12    |
| 4     | 35 a 39 | 20    |
| 12    | 30 a 34 | 0     |
| 16    | 25 a 29 | 20    |
| 12    | 20 a 24 | 8     |
| 24    | 15 a 19 | 20    |
| 4     | 10 a 14 | 4     |
| 16    | 5 a 9   | 8     |
| 16    | 0 a 4   | 16    |

## Economia
El 2007 la població en edat de treballar era de 337 persones, 244 eren actives i 93 eren inactives. De les 244 persones actives 227 estaven ocupades (126 homes i 101 dones) i 18 estaven aturades (6 homes i 12 dones). De les 93 persones inactives 42 estaven jubilades, 16 estaven estudiant i 35 estaven classificades com a «altres inactius».

### Ingressos
El 2009 a Montchamp hi havia 235 unitats fiscals que integraven 572 persones, la mediana anual d'ingressos fiscals per persona era de 14.951 €.

### Activitats econòmiques
Dels 20 establiments que hi havia el 2007, 1 era d'una empresa alimentària, 5 d'empreses de construcció, 4 d'empreses de comerç i reparació d'automòbils, 2 d'empreses de transport, 2 d'empreses d'hostatgeria i restauració, 1 d'una empresa d'informació i comunicació, 2 d'empreses de serveis, 1 d'una entitat de l'administració pública i 2 d'empreses classificades com a «altres activitats de serveis».
Dels 9 establiments de servei als particulars que hi havia el 2009, 1 era una oficina de correu, 1 taller de reparació d'automòbils i de material agrícola, 1 paleta, 2 fusteries, 2 lampisteries, 1 perruqueria i 1 restaurant.
Dels 2 establiments comercials que hi havia el 2009, 1 era una botiga de menys de 120 m² i 1 una fleca.
L'any 2000 a Montchamp hi havia 37 explotacions agrícoles que ocupaven un total de 1.100 hectàrees.

## Equipaments sanitaris i escolars
El 2009 hi havia una escola elemental integrada dins d'un grup escolar amb les comunes properes formant una escola dispersa.

## Poblacions més properes
El següent diagrama mostra les poblacions més properes.